# Діффа
Діффа (фр. Diffa) — місто і громада на південному сході Нігеру, на кордоні з Нігерією. Адміністративний центр однойменного регіону. Населення за даними на 2012 рік становить 37 479 осіб; по даними перепису 2001 року воно налічувало 23 233 особи .
Діффа знаходиться приблизно за 1159 км на схід від Ніамея, на RN1 (Route Nationale 1) - основній автодорозі Нігеру в напрямку захід-схід. Ділянка між містами Зіндер і Діффа лише частково має тверде покриття. У Діффі RN1 повертає на північ. Висота міста над рівнем моря становить 285 м . Кордон з Нігерією проходить за 5,5 км на південь від міста; на північ від Діффа розташований аеропорт .
У 2002 році в Діффі почався військовий заколот проти президента Мамаду Танджі, у кінцевому підсумку пригнічений і призвів до утисків уряду на свободу друку .

## Клімат
Місто знаходиться у зоні, котра характеризується кліматом тропічних пустель. Найтепліший місяць — травень із середньою температурою 33.9 °C (93 °F). Найхолодніший місяць — січень, із середньою температурою 21.7 °С (71 °F).
| Клімат Діффи            | Клімат Діффи | Клімат Діффи | Клімат Діффи | Клімат Діффи | Клімат Діффи | Клімат Діффи | Клімат Діффи | Клімат Діффи | Клімат Діффи | Клімат Діффи | Клімат Діффи | Клімат Діффи | Клімат Діффи |
| Показник                | Січ.         | Лют.         | Бер.         | Квіт.        | Трав.        | Черв.        | Лип.         | Серп.        | Вер.         | Жовт.        | Лист.        | Груд.        | Рік          |
| Абсолютний максимум, °C | 37           | 43           | 44           | 46           | 45           | 47           | 42           | 40           | 42           | 42           | 40           | 39           | 47           |
| Середній максимум, °C   | 28           | 32           | 36           | 40           | 40           | 38           | 34           | 32           | 35           | 37           | 33           | 29           | 35           |
| Середня температура, °C | 21           | 24           | 29           | 33           | 33           | 33           | 30           | 28           | 30           | 30           | 27           | 22           | 28           |
| Середній мінімум, °C    | 15           | 16           | 21           | 25           | 27           | 28           | 26           | 24           | 25           | 22           | 20           | 16           | 22           |
| Абсолютний мінімум, °C  | 7            | 8            | 9            | 16           | 19           | 20           | 20           | 20           | 20           | 15           | 12           | 8            | 7            |
| Днів з опадами          | 1            | 0            | 0            | 1            | 3            | 2            | 8            | 15           | 7            | 1            | 0            | 0            | 38           |
| Днів з дощем            | 1            | 0            | 0            | 1            | 3            | 2            | 7            | 15           | 7            | 1            | 0            | 0            | 37           |
| ----------------------- | ------------ | ------------ | ------------ | ------------ | ------------ | ------------ | ------------ | ------------ | ------------ | ------------ | ------------ | ------------ | ------------ |
| Джерело: Weatherbase    |              |              |              |              |              |              |              |              |              |              |              |              |              |